# Sat-netjer
Sat-netjer (Vertaling: "Goddelijke dochter" of "Godsdochter") was een van de eerste koninklijke titels die aan het hof van het oude Egypte werden verleend aan vertegenwoordigsters van de vrouwelijke zijde van het faraoschap, om hen te onderscheiden en aldus hun status te bevestigen. De titel Sat-netjer wordt vooral in het Oude Rijk geattesteerd, in de 4e, 5e en 6e dynastie van Egypte. Later komt deze titel enkel nog voor bij koningin Hatsjepsoet en twee keer in de 25e dynastie van Egypte.

## Archeologische aanwijzingen
De eerste koninklijke vrouwe die zich "Godsdochter" noemde was Hetepheres I, de moeder van de latere farao Choefoe (Cheops), de piramidenbouwer. De titel werd gedragen door koningin-moeders die hetzij van koninklijke hetzij van burgerlijke afkomst waren en die een zoon hadden die de troon besteeg. "God" schijnt hier dus niet op de koning van toepassing. 

## Varianten
De titel komt ook voor in de variant Sat-Netjer-nit-chetef (Vertaling: Lijfelijke godsdochter). Door deze titel kregen koningen die als zoon van de titeldraagster aan de macht kwamen een goddelijke status aan moeders zijde.
Een andere variant was Sat-netjer-oet (Vertaling: Dochter van deze god), een wat meer aanwijzende vorm. 